# Cranioleuca vulpecula
Cranioleuca vulpecula là một loài chim trong họ Furnariidae.